# 奎恩巴赫
奎恩巴赫是德国莱茵兰-普法尔茨州的一个市镇。总面积3.09平方公里，总人口531人，其中男性269人，女性262人（2011年12月31日），人口密度172人/平方公里。